# 如龙桥
27°29′38.0″N 119°10′32.4″E / 27.493889°N 119.175667°E
如龙桥位于中国浙江省庆元县举水乡月山村，是目前已发现的有确切重修纪年的最古老的木拱廊桥，2001年被列为第五批全国重点文物保护单位。
如龙桥始建于何时已不可考，从其当心间随脊坊上的题记“明天启五年岁在乙丑肆月十二乙丑谷良旦吴门从新修造”可知其重修于明天启五年（1625年）。如龙桥木拱为单孔，净跨19.5米，桥上架有廊屋，全长28.2米，宽5.09米，设有廊屋九间。